# Elin Kristiansen
Elin Synnøve Kristiansen (Elverum, 9 de julio de 1968) es una deportista noruega que compitió en biatlón. Ganó siete medallas en el Campeonato Mundial de Biatlón entre los años 1988 y 1995.

## Palmarés internacional
| Campeonato Mundial | Campeonato Mundial  | Campeonato Mundial | Campeonato Mundial |
| Año                | Lugar               | Medalla            | Prueba             |
| ------------------ | ------------------- | ------------------ | ------------------ |
| 1988               | Chamonix (Francia)  | Medalla de plata   | Individual         |
| 1988               | Chamonix (Francia)  | Medalla de plata   | Relevos            |
| 1989               | Feistritz (Austria) | Medalla de plata   | Equipo             |
| 1990               | Oslo (Noruega)      | Medalla de plata   | Relevos            |
| 1990               | Oslo (Noruega)      | Medalla de bronce  | Velocidad          |
| 1991               | Lahti (Finlandia)   | Medalla de plata   | Relevos            |
| 1995               | Antholz (Italia)    | Medalla de oro     | Equipo             |